# Saint-Romain-de-Lerps
 Saint-Romain-de-Lerps  là một xã ở tỉnh Ardèche, vùng Auvergne-Rhône-Alpes ở đông nam nước Pháp.